# Вилчелеле (Сучава)
Вилчелеле (рум. Vâlcelele) — село у повіті Сучава в Румунії. Входить до складу комуни Строєшть.
Село розташоване на відстані 357 км на північ від Бухареста, 11 км на захід від Сучави, 124 км на північний захід від Ясс.

## Населення
За даними перепису населення 2002 року у селі проживали 118 осіб, з них 117 осіб (99,2%) румунів. Усі жителі села рідною мовою назвали румунську.